# ELIPS
Pour l’article homonyme, voir Elips (drag queer).
ELIPS (European programme for Life and Physical sciences in Space and applications utilising the International Space Station) est un programme européen de recherche autour de la microgravité, mis en œuvre à bord de la Station spatiale internationale. Les recherches portent sur des domaines variées, comme :
- la médecine cardio-vasculaire
- les neurosciences
- les physique des plasmas
- l'exobiologie